# فایرمانکی استودیوز
فایرمانکی استودیوز (انگلیسی: Firemonkeys Studios) شرکت بازی ویدئویی استرالیایی است، که در سال ۱۹۹۹ تأسیس شد.